# Tàtars
Els tàtars són pobles de parla turquesa d'Europa Oriental i Sibèria. La majoria —a la Rússia europea— són descendents dels búlgars del Volga que foren conquerits i dominats pels mongols durant la invasió de Bulgària del segle xiii i van adoptar el nom dels conqueridors. Els tàtars de Sibèria són supervivents dels antigament nombrosos pobles turcomongols de l'Ural-Altai, barrejats amb alguns parlants de llengües uràliques, com els mongols. Els russos anomenen com a tàtar molta gent amb arrels turques.

## Història

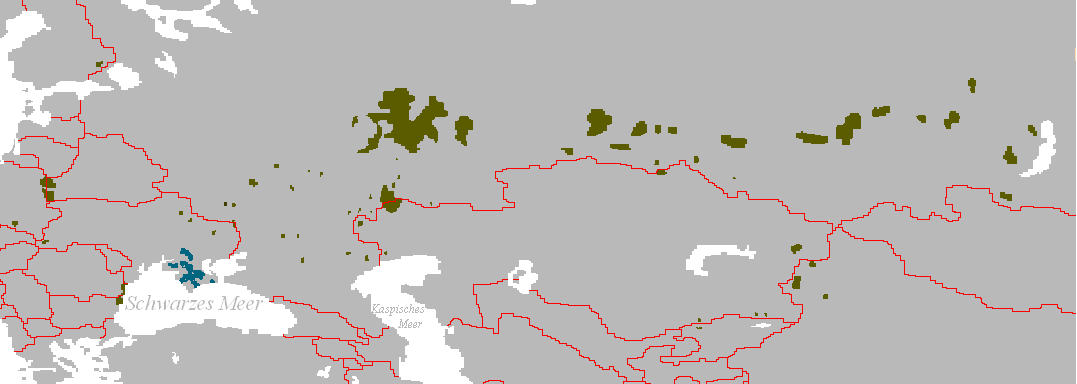
La dispersió dels Turcotàtars

Els originals Ta-ta mongols habitaven el nord-est del desert de Gobi al segle v i, sota la forma de "Nou tàtar" (Tokuz tàtar) o de "Trenta tàtar" (Oluz tàtar) ja apareixen a les inscripcions turques de Kocho Tsaidam al segle viii, època on segurament habitaven la regió del baix Kerulen. Després de ser subjugats en el segle ix pels kitans, van ocupar les terres al sud dels solon, a la riba sud del riu Kerulen, cap a Buir Nor i fins al Khingan. Encara que generalment se'ls suposa de llengua mongola, algunes opinions els fan de llengua tungús. Guerrers ferotges, al segle xiii es consideraven els més salvatges dels pobles turcomongols; per la part de Manxúria formaven una amenaça greu pel regne xino-tungús dels Jin o Jurchen; possiblement per atacar-los per l'altre costat (al nord-oest), els xinesos van provocar l'ascens de Genguis Kan al que van acabar sotmesos.
Genguis Kan, després de ser elegit kan, fou pressionat per prendre venjança contra els tàtars, els enemics hereditaris que havien posat fi a la primera reialesa mongol el 1161 i havien lliurat alguns membres de la família reial als Jin (jurchen) que els havien executat i el 1167 havien fet matar el pare de Genguis Kan, Yesugei. Al capdavant del moviment en favor de la guerra contra els tàtars hi havia el cap djelair Muqali o Muquli. El moment era favorable, ja que l'antiga aliança entre els Jin i els tàtars s'havia trencat i aquests darrers atacaven adesiara les fronteres del regne Jin.
La cort xinesa va decidir canviar el seu sistema d'aliances i donar suport al kan kerait Togrul contra els tàtars. Genguis, com a vassall de Togrul, el va acompanyar a la guerra. Els tàtars de Buir Nor, agafats entre els Jin, els keraits i els mongols, van ser derrotats severament a la vora del riu Uldja, i el cap tàtar Megudjin-seultu va morir. Aquests fets van passar aproximadament l'any 1198. Togrul va rebre el títol xinès de wang (rei o príncep), i des de llavors fou conegut a la història com a Wang Khan. Genguis també va rebre un títol de la cort xinesa dels Jin, però, com a vassall del wang, era un títol inferior.
Genguis Kan va decidir el 1202 castigar els assassins del seu pare, els tàtars, ara dirigits per Tchagan i Altchi. Derrotats, els tàtars van ser massacrats en massa i els sobrevivents repartits entre les tribus mongoles. Genguis es va quedar amb dues joves tàtars, Yesui i Yesugan. Genguis Kan havia prohibit de saquejar, però alguns caps no la van obeir: Altan, fill de l'antic kakhan mongol Qutula, va infringir l'ordre. També ho van fer Qutchar i Daaritai, aquest darrer oncle patern de Genguis. Aquest els va castigar obligant-los a retornar el botí. Després de la victòria sobre els tàtars, la tribu menor dels solon, al riu Nonni, es van sotmetre i van pagar tribut.
Sota el lideratge de Batu Khan, net de Genguis Kan, marxaren cap a l'oest, conduint en la marxa molts pobles turcs de l'Ural i Altai cap a les planures de Rússia.
En el Volga es barrejaren amb les restes de l'imperi búlgar (Bulgària del Volga), amb alguns pobles de parla ugrofinesa, així com amb els remanents de les antigues colònies gregues a Crimea i caucasians en el Caucas.

## Cultura

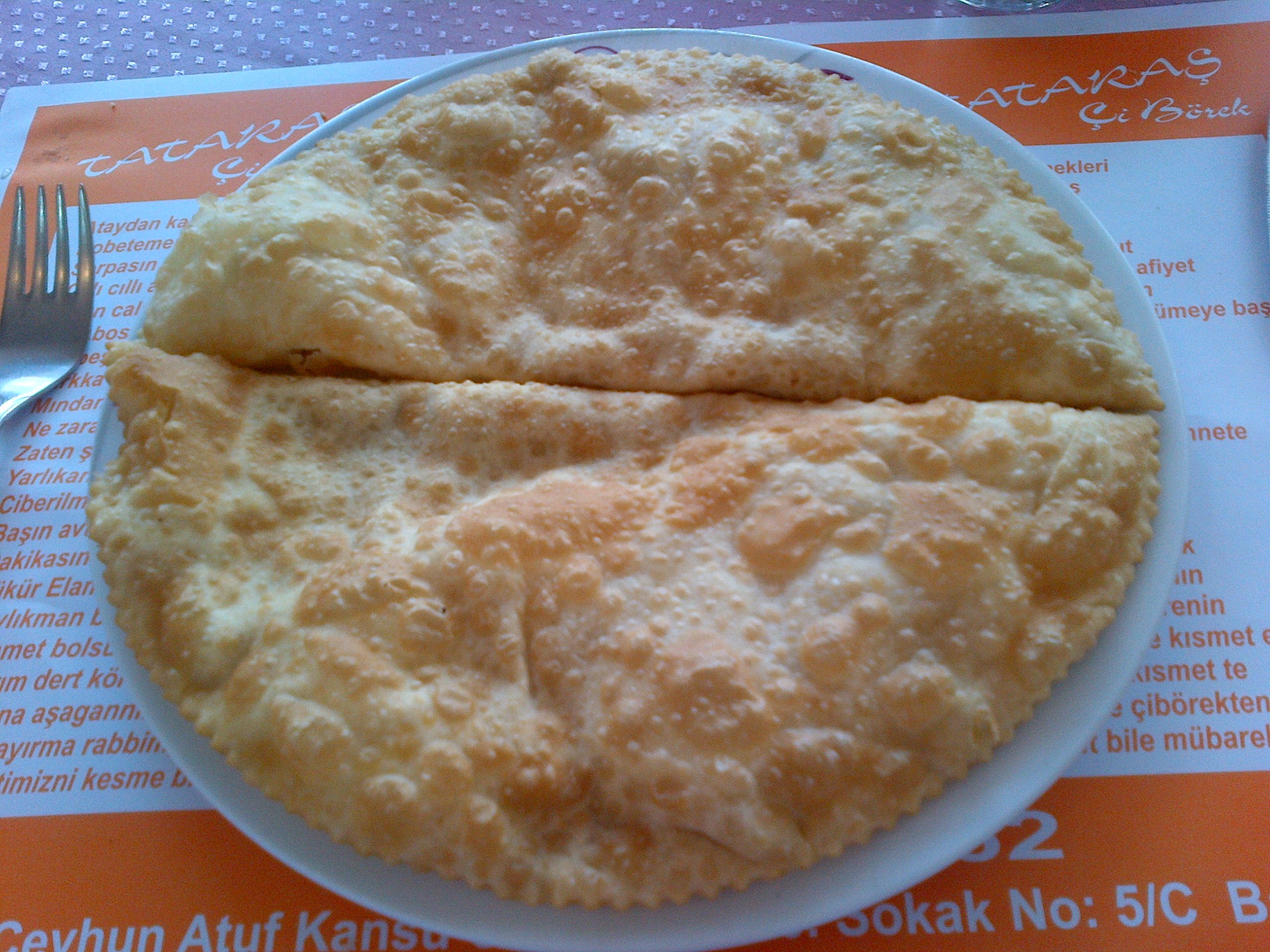
Çiberek, en un restaurant d'Ankara. Molts tàtars viuen a Turquia.